# Muzyka, bloki, skręty
Muzyka, bloki, skręty – pierwszy wspólny album rapera o pseudonimie Numer Raz i producenta DJ Zero. Ukazał się w 2004 nakładem wytwórni Wielkie Joł. Promowany był teledyskami do utworów "Chwila", "Zazdrość" i "Ławka, chłopaki z bloków".
Pochodząca z albumu piosenka "Chwila" znalazła się na liście 120 najważniejszych polskich utworów hip-hopowych według serwisu T-Mobile Music.

## Lista utworów
Opracowano na podstawie materiału źródłowego.
Album
1. "Intro" (produkcja: DJ Zero, Numer Raz) – 1:05
2. "Muzyka, bloki, skręty" (produkcja: DJ Zero, scratche: Mario) – 0:55
3. "Skit: Cd Intro" (produkcja: DJ Zero) – 0:17
4. "Zazdrość?!" (gitara: Barteq, produkcja: Numer Raz) – 3:41
5. "Skit: Klub" (produkcja: DJ Zero, Numer Raz) – 1:37
6. "Doskonałość" (gitara basowa: Barteq, produkcja: Numer Raz, scratche: Mario) – 4:40
7. "Paranoje..." (gitara basowa: Barteq, produkcja: DJ Zero, Numer Raz, scratche: Mario) – 4:17
8. "Gangsterski rap" (produkcja: Numer Raz) – 3:54
9. "Chwila" (produkcja: Numer Raz, Sisquad, gitara: Przemo, gościnnie: Sistars) – 3:31
10. "Ławka, chłopaki z bloków, osiedle" (produkcja: O$ka, scratche: DJ Zero) – 3:42[A]
11. "Szukasz siebie?" (gitara basowa, wiolonczela: Barteq, produkcja: DJ Zero, Numer Raz) – 2:52
12. "Ja i Ty" (gitara basowa, gitara: Barteq, keyboard: Maruś, gościnnie: Sistars, produkcja: Numer Raz, Sisquad) – 3:12
13. "Niemiecki (Skit)" (produkcja: DJ Buhh, Numer Raz) – 1:03
14. "Jestem jaki jestem" (produkcja: DJ Zero) – 3:31
15. "Najlepszy będę" (gitara basowa, śpiew: Barteq, keyboard: Maruś, produkcja: Sisquad) – 5:13
16. "Historie" (gitara: Bastir "Płonące Struny", produkcja: Mario) – 2:20
17. "Świat w moich oczach (Outro)" (gitara basowa, śpiew: Barteq, keyboard: Maruś, produkcja: DJ Zero, Numer Raz, Sisquad) – 5:03

Notatki
- A^ W utworze wykorzystano sample z piosenki  "And I Love Her" w wykonaniu Bobby’ego Womacka[5].

Singel
| Zazdrość...?! |
| --- |
| 1. "Zazdrość...?!" (L.P. Wersja) 2. "Zazdrość...?!" (Mario Remix) 3. "Zazdrość...?!" (Vocal Cut. Rmx) 4. "Zazdrość...?!" (Instrumental) |